# Modena (Utah)
Modena è una comunità non incorporata nella parte estrema occidentale della contea di Iron, vicino al confine con il Nevada, nello Utah sud-occidentale.

## Geografia fisica
L'insediamento si trova lungo la State Route 56 ad ovest della città di Parowan, il capoluogo della contea di Iron. La sua altitudine è di 5 476 piedi (1 669 m).
Anche se Modena non è incorporata, ha un ufficio postale, con lo ZIP code 84753.
La Retta del Giusto della Chiesa di Gesù Cristo dei Santi degli Ultimi Giorni, una setta mormone fondamentalista poligama, ha sede nei pressi di Modena.

### Clima
Secondo il sistema di classificazione dei climi di Köppen, Modena ha un clima semi-arido, abbreviato "BSk" sulle mappe climatiche.

## Storia
L'insediamento fu fondato come città ferroviaria nel 1899 dalla Utah and Nevada Railway. Nel 1905 era sulla rotta della Los Angeles and Salt Lake Railroad tra Salt Lake City e la California meridionale.